# Relaciones Israel-Rusia

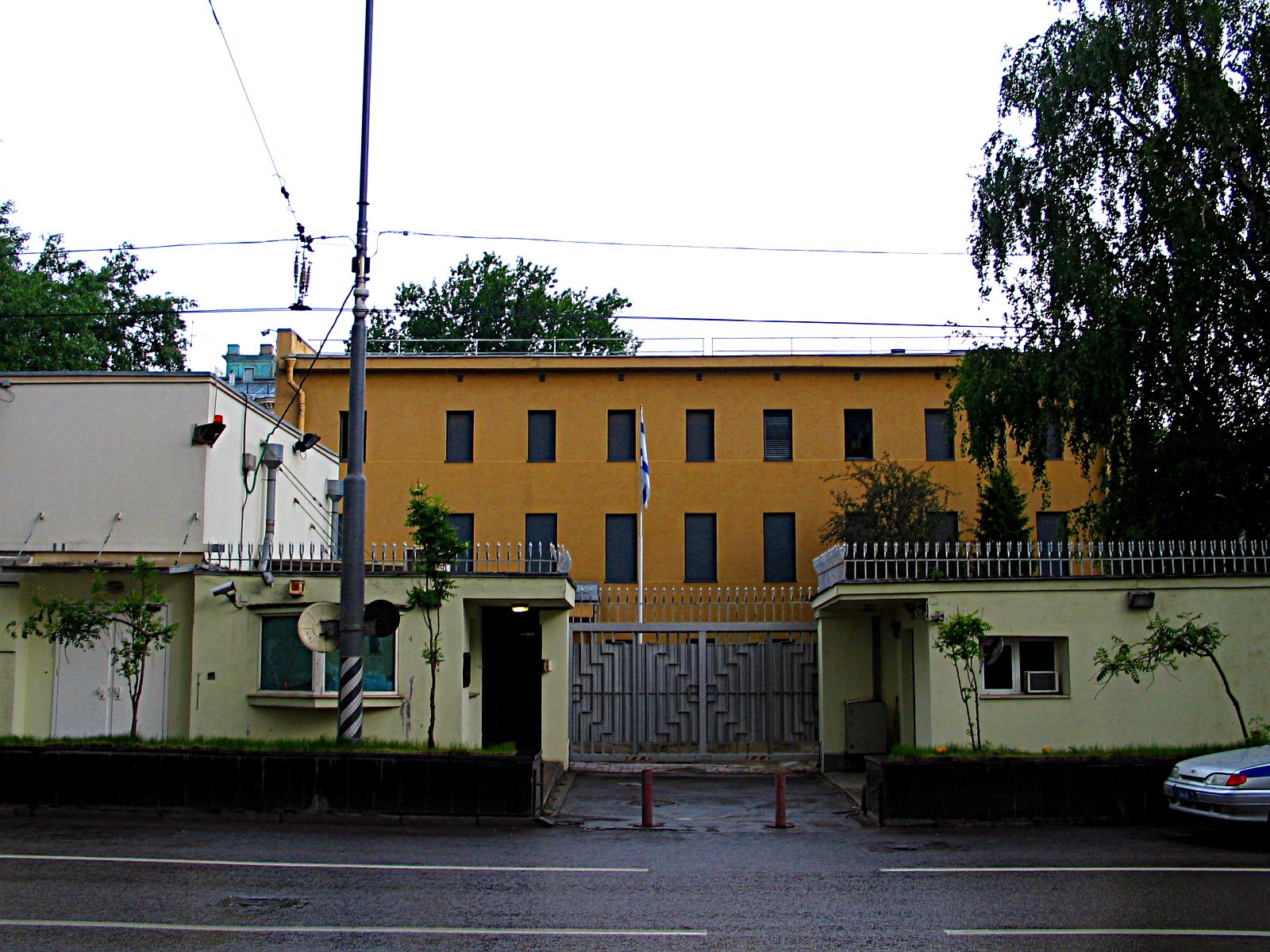
Embajada israelí en Moscú, Rusia.

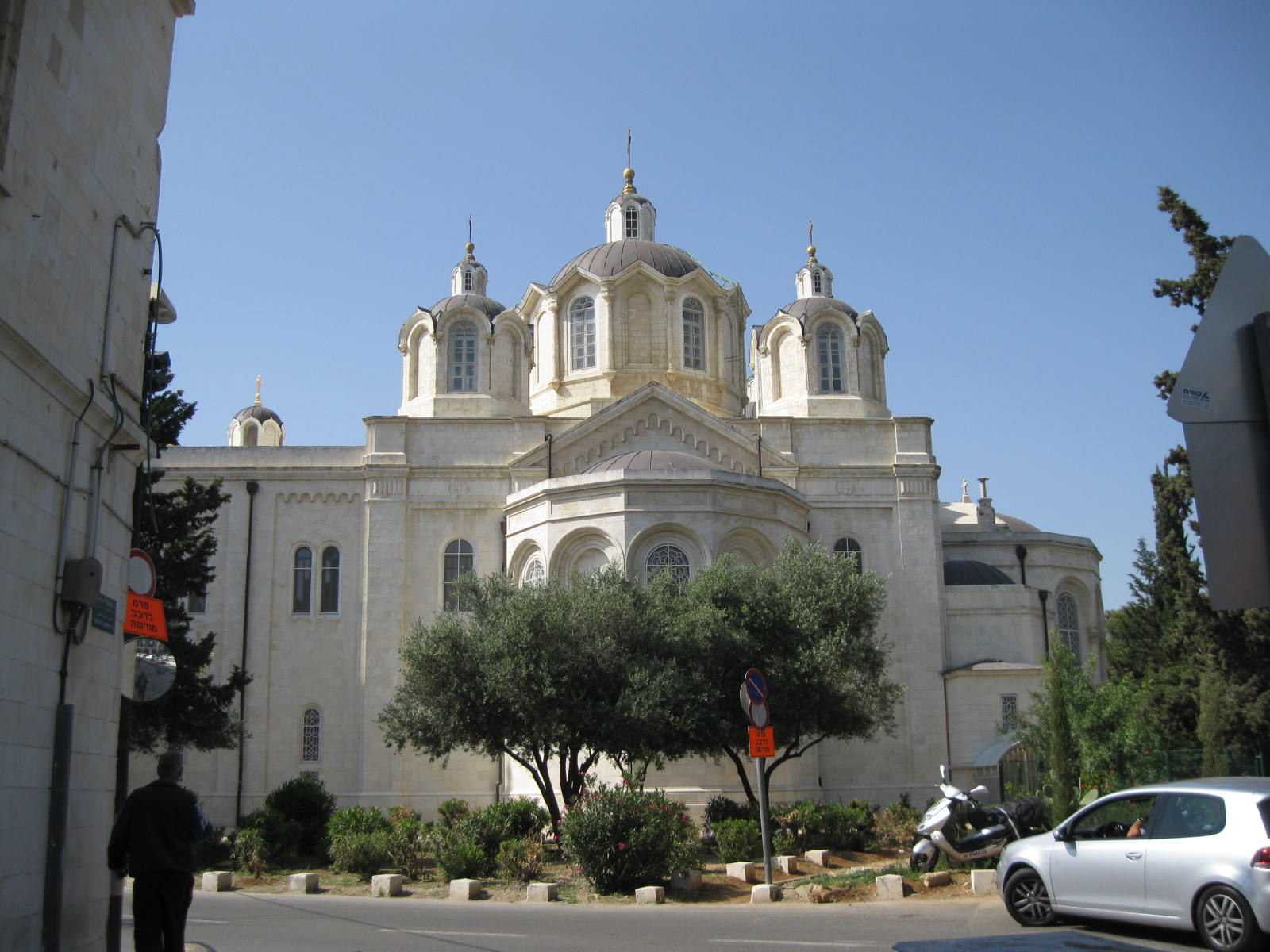
El Complejo Ruso en Jerusalén

Las relaciones entre Rusia e Israel se refieren a las relaciones extranjeras bilaterales llevadas a cabo entre el Estado de Israel y la Federación de Rusia. Rusia tiene una embajada en Tel Aviv y un consulado en Haifa. Israel, por su parte, tiene una embajada en Moscú.
Rusia es miembro del Cuarteto de Madrid (Acuerdo sobre Oriente Medio). 
Durante muchos años Israel fue un santuario para muchos judíos rusos. Esto ha sido así sobre todo durante la aliá desde la Unión Soviética en la década de 1970 y 1990. Israel y Rusia se encontraban en bandos opuestos durante la Guerra Fría. Sin embargo, la relación entre Israel y Rusia mejoraría significativamente a principios de la década de 2000 con la elección de un presidente ruso más pro Israel, Vladímir Putin, y con la elección, en 2001, de un primer ministro israelí más prorruso, Ariel Sharon.
Israel es en parte un estado rusófono y considerado el único país rusófono fuera de la ex Unión Soviética. El ruso es el tercer idioma más ampliamente hablado en Israel, (después del hebreo y el árabe), y tiene el tercer número de hablantes rusos más grande fuera de las ex repúblicas soviéticas, y el más alto en proporción a la población total del país.

## Historia

### El periodo soviético
Desde finales de 1944, Iósif Stalin adoptó una postura pro-sionísta en su política extranjera, creyendo aparentemente que el nuevo país judío sería socialista y aceleraría la disminución de la influencia británica en el Oriente Medio. Consiguientemente, en noviembre de 1947, la Unión Soviética, junto con todo los países del bloque soviético votaron a favor del Plan de Partición de las Naciones Unidas para Palestina, el cual contribuyó a la creación del Estado de Israel. El 17 de mayo de 1948, tres días después de que Israel declarara su independencia, la Unión Soviética oficialmente concedió el reconocimiento de jure a Israel, convirtiéndose en el segundo país en reconocer al nuevo estado judío (precedido solo por los Estados Unidos con un reconocimiento de facto) y el primer país en conceder a Israel el reconocimiento de jure.

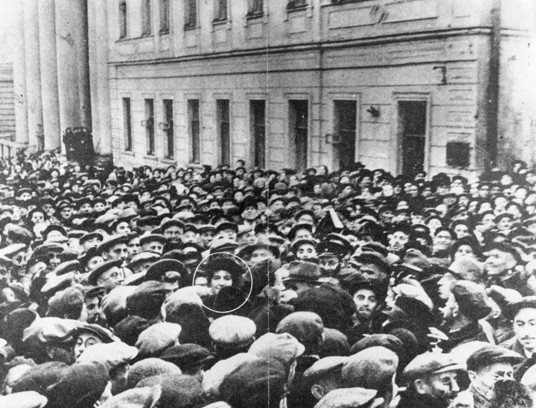
Embajador israelí en la Unión Soviética Golda Meir rodeado por una multitud de 50.000 judíos en Moscú junto a la Sinagoga Coral en el primer día de Rosh Hashaná en 1948.

Golda Meir fue nombrada ministra de Israel plenipotenciaria para la Unión Soviética, empezando en su cargo el 2 de septiembre de 1948 y acabando en marzo de 1949. Durante su breve servicio en la URSS, Meir atendió Rosh Hashanah y Yom Kippur servicios en la Sinagoga Coral de Moscú.
Además del apoyo diplomático, armas provenientes de Checoslovaquia, parte del bloque soviético, fueron cruciales para Israel en la guerra árabe-israelí de 1948. Durante la guerra, la Unión Soviética apoyó a Israel cuando éste fue atacado por países árabes que se opusieron a la resolución de la Asamblea General de 1947 para la partición de Mandato británico de Palestina.
Un episodio fundamental en la relación soviética fue el conflicto árabe-israelí en la crisis de Suez, con Egipto que negociaba un tratado de armas provenientes de Checoslovaquia en septiembre de 1955, lo que llevó a Egipto a no recibir más armas occidentales. Más tarde, otros miembros del Pacto de Varsovia también vendieron también armas a Egipto y Siria. En la práctica, todas las ventas del Bloque Oriental estuvieron autorizadas por la Unión Soviética, en un intento de aumentar la influencia soviética sobre el Oriente Medio. Esto provocó que las relaciones políticas entre los dos países disminuyeran drásticamente durante la Guerra Fría, con la Unión Soviética ayudando a estados árabes como Siria, Egipto, Libia, Yemen, Argelia e Irak mejorando sus capacidades militares al proporcionarles armamento moderno y formación.
Durante la Guerra de los Seis Días en 1967, la Unión Soviética rompió relaciones diplomáticas con Israel. Los dos países no retomaron relaciones diplomáticas hasta 1991. Durante ese tiempo, Finlandia sirvió como intermediaria de la relaciones exteriores en Tel Aviv, mientras que Países Bajos sirvió como intermediaria en Moscú para los asuntos israelíes en la Unión Soviética.
Paul Johnson y otros historiadores argumentan que el 10 de noviembre de 1975 la Resolución de la Asamblea General de las Naciones Unidas 3379 que etiquetó el sionismo como racista fue orquestada por la URSS. Fue rescindida en la resolución 4686 en diciembre de 1991, que coincidió con la disolución de la Unión Soviética.

### Después de la Caída del Comunismo
La URSS finalmente renovó relaciones diplomáticas con Israel el 18 de octubre de 1991. El periodista popular Alexander Bovin se convirtió en el primer embajador soviético en Israel en 24 años. Dos meses más tarde la Unión Soviética colapsó, sirviendo entonces como el embajador de Rusia en Israel.
La disolución de la Unión Soviética causó una gran ola de inmigración de inmigración de los estados soviéticos. Debido a demanda de los nuevos inmigrantes, aparecieron muchos diarios de lengua rusa, y con el desarrollo de los multicanales de televisión en Israel durante los 90, muchos de los canales rusos empezaron ser retransmitidos en Israel. En noviembre de 2002, un nuevo canal ruso-israelí, Israel Plus, empezó las emisiones.
El 19 de octubre de 1999, el ministro de Defensa de China, General Chi Haotian, después de encontrarse con Ministro de Defensa sirio Mustafa Tlass en Damasco, Siria, para expandir lazos militares entre Siria y China, voló directamente a Israel para encontrarse con Ehud Barak, el entonces Primer ministro y Ministro de Defensa de Israel, donde hablaron sobre relaciones militares. Entre los acuerdos se encontraba una venta de aviones militares por 1.000 millones de dólares a China producidos conjuntamente por Rusia e Israel.

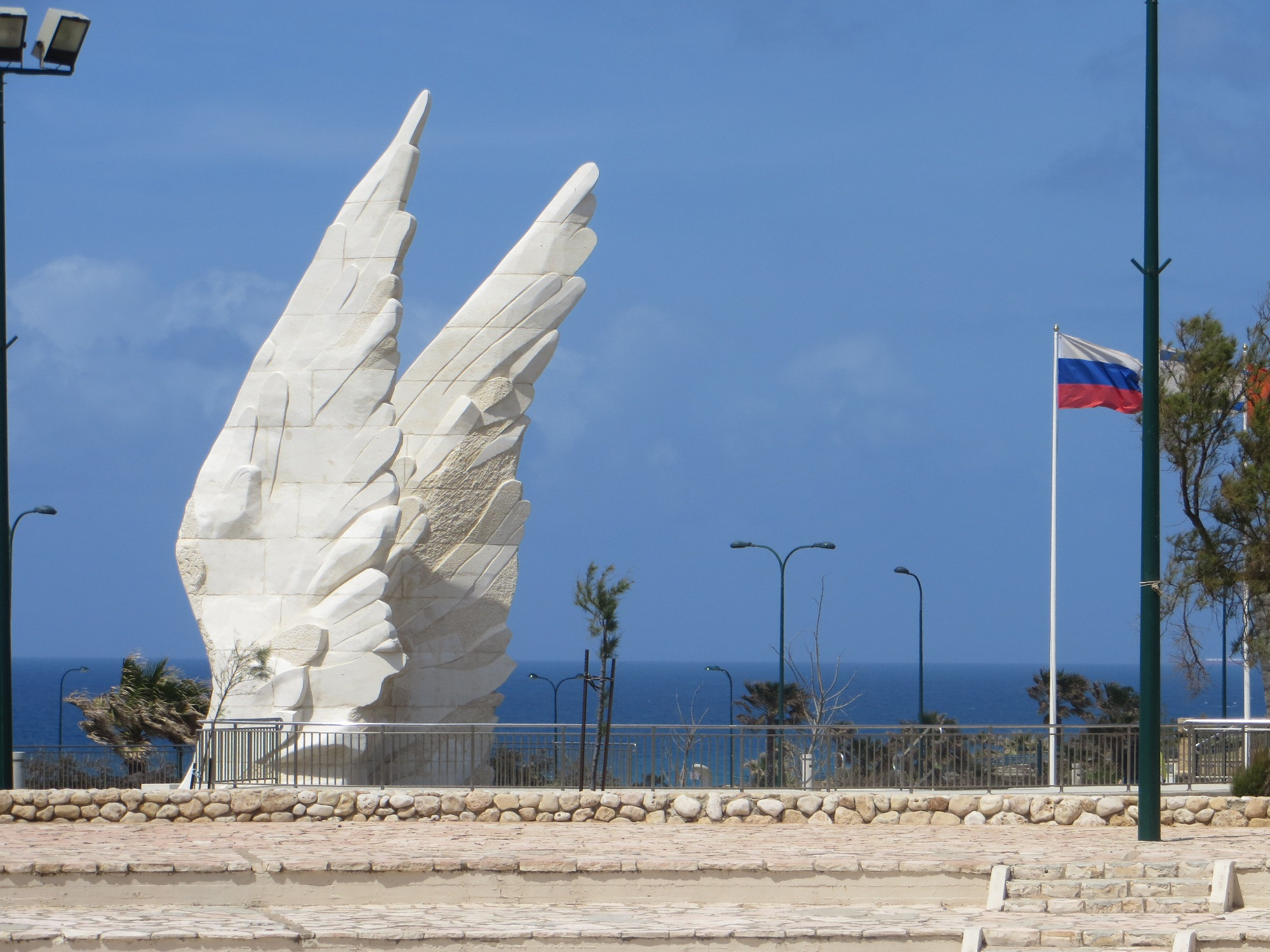
Monumento de victoria en Netanya, Israel, dedicado a la victoria en la Segunda Guerra Mundial.

En 1999 Ariel Sharon , como Ministro de Asuntos Exteriores, empezó a mostrar relaciones más amistosas con Rusia a raíz de la inmigración masiva de ruso-hablantes a Israel, diciendo que "El voto ruso decidirá el resultado de las elecciones [israelíes]."
Aun así, la relación entre Israel y Rusia solo mejoró a partir del año 2000, con la elección del presidente más pro-israelita Vladímir Putin, y en 2001 con elección del más prorruso Ariel Sharon, quien describió a Putin como "un verdadero amigo de Israel".

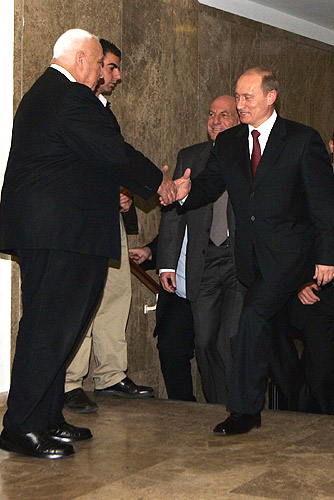
El primer ministro Ariel Sharón y el presidente ruso Vladímir Putin en un encuentro en Israel

En 2006, tropas israelíes encontraron evidencias de sistemas antitanque Kornet-E, y Metis-M de fabricación rusa, en manos de Hezbollah en el sur del Líbano. En 2007 Rusia, en respuesta a las acusaciones de que suministraba armamento a grupos terroristas, dijo que llevaba inspecciones de las instalaciones de almacenamiento de armas sirias para impedir que las armas acabaran en clientes indeseados. Esto hizo que las relaciones ya deterioradas con entre Rusia e Israel lo hicieran aún más.
En 2006, Vladímir Zhirinovski que formaba parte de una visita de una delegación del gobierno ruso dijo que estaba preocupado particularmente sobre la situación económica por los más de un millón de rusos que viven en Israel, y que "Rusia nunca permitirá cualquier clase de violencia contra Israel".
Rusia planeó vender misiles tierra-aire a los países vecinos, y condenó las acciones de Israel en el Conflicto de la Franja de Gaza de 2008-2009. Rusia también envió 60 toneladas de tiendas, medicinas, comida y otras ayudas humanitarias a los palestinos.
En 2011, Putin dijo: "Israel es, de hecho, un estado especial para nosotros. Es prácticamente un país que habla ruso. Israel es uno de los pocos países extranjeros que se puede decir que habla ruso. Es aparente que más de la mitad de la población habla rusa." Putin además reclamó que Israel podría ser parte considerada del mundo cultural ruso, y sostuvo además que "canciones que son consideradas ser las canciones nacionales en Israel son de hecho canciones nacionales rusas." Más allá declaró que consideraba a los ciudadanos israelíes ruso-parlantes como sus compatriotas y parte del 'mundo ruso'.
Durante el Conflicto entre la Franja de Gaza e Israel de 2014 en 2014, Putin declaró que “ apoyaba la batalla de Israel y que está pretendido para mantener a sus ciudadanos a salvo.”
En agosto de 2014, Rusia empezó a aumentar las importaciones de fruta proveniente de Israel, después de prohibir importaciones alimentarias de la UE, Noruega, Estados Unidos, Canadá y Australia.
En octubre de 2014, India e Israel empezaron a exportar carne a Rusia.
En octubre de 2015, Israel y Rusia sostuvieron reuniones para coordinar la actuaciones en Siria, y evitar accidentalmente mezclar o impedir las comunicaciones mientras estaba operando sobre el país.
En Marcha 2016, Putin dijo que las relaciones con Israel eran especiales y basadas "en la amistad, mutuo entendimiento y una larga historia común." Putin declaró: "Rusia e Israel han desarrollado una relación especial. 1.5 millones de ciudadanos israelíes provienen la Unión soviética anterior, hablan la lengua rusa, son los portadores de cultura rusa y mentalidad rusa. Mantienen relaciones con sus parientes y amigos en Rusia, y esto hace que las relaciones diplomáticas entre ambos sean muy especiales."

## Comunidades expatriadas

### Lengua rusa en Israel

Los estados en los que el ruso es un idioma oficial, semioficial, y lengua de trabajo.

La población nativa que habla ruso en Israel es la tercera más grande fuera de los territorios de la antigua Unión Soviética, y la más alta como proporción de la población. El número de nativos israelíes que hablan ruso supera los 1.5 millones de ciudadanos.

### Los ciudadanos rusos que viven en Israel

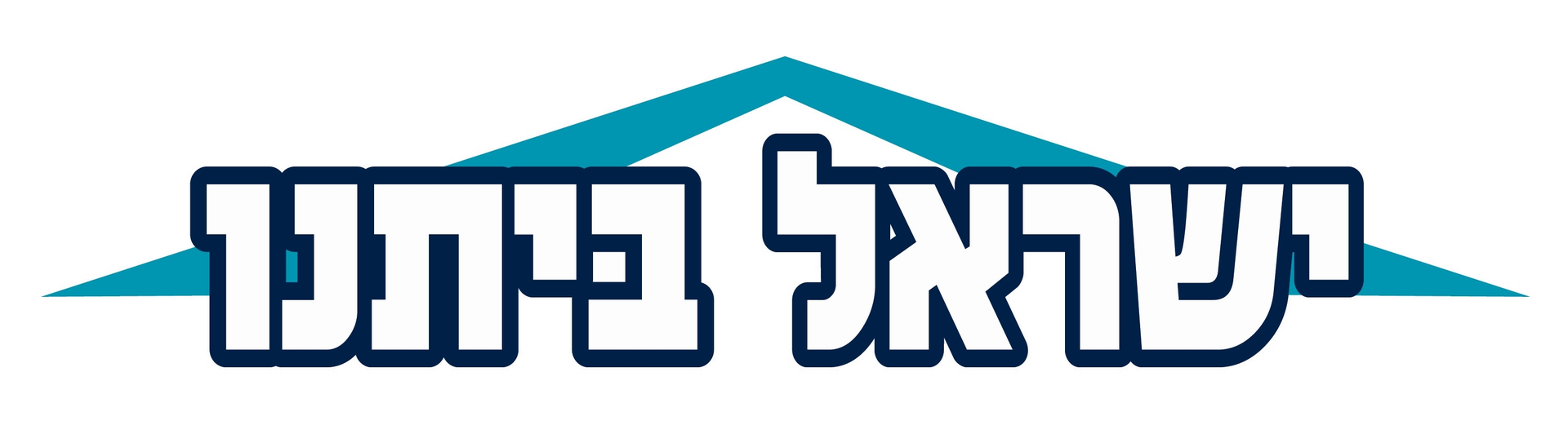
El partido político en Israel Israel Beitenu es uno de los más populares entre los votantes israelíes que hablan ruso.

Centenares de miles de ciudadanos rusos viven en Israel. Durante las elecciones rusas, el gobierno ruso suele instalar varios puntos de votación en muchas ciudades israelíes así como ciudades más pequeñas, para habilitar a los ciudadanos rusos que están viviendo en Israel para lanzar su voto. Durante el 2012, en las elecciones presidenciales rusas, centenares de miles de rusos emitieron su voto en Israel. Las encuestas revelaron que en la elección de 2012, Mikhail Prokhorov era el candidato más popular para ruso-israelíes, con Putin en segundo lugar. Aun así los ruso-israelíes mayores se inclinaron más por votar a Putin.

#### Día de victoria en Israel

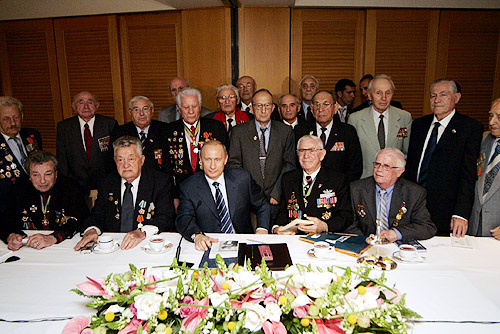
Putin reunido con veteranos del Ejército Rojo en Israel.

Israel acoge la más importante celebración del Día de la Victoria fuera de la antigua URSS. Debido al gran número de veteranos de Ejército Rojo que se retiraron a Israel de países soviéticos, el gobierno ruso y el ejército envían delegaciones para reunirse con las asociaciones de veteranos del Ejército Rojo en Israel, así como para participar en los acontecimientos anuales del Día de la Victoria.

### Comunidad israelí de Moscú
Moscú tiene la comunidad más grande expatriada de israelíes en el mundo, con aproximadamente 80.000 ciudadanos viviendo en 2014, la mayoría de ellos además hablantes de ruso. Muchos de los acontecimientos culturales israelíes los sigue celebrando la comunidad, y muchos de ellos viven parte del año en Israel. (Para proveer a la comunidad israelí, existen centros culturales israelíes localizados en Moscú, San Petersburgo, Novosibirsk y Ekaterimburgo.) Hay 60 vuelos por semana entre Tel Aviv y Moscú.

## Colaboración militar
En 2004, un acuerdo a tres bandas fue firmado por Israel, Rusia e India: Israel suministró el radar de 1100 mil millones de dólares EL/W-2090 a la Fuerza de Aire India, montado en el Ilyushin Il-76 por Rusia.
El 6 de septiembre de 2010, Rusia e Israel firmaron un acuerdo militar por cinco años.

### Drones
En abril de 2009, Rusia recibió su primer pedido de drones israelíes (Bird Eye-400, ocho I-Vista Mk150 y dos Searcher Mk.2 UAVs). La compra supuso 53 millones de dólares.
En un segundo acuerdo, al final de 2009, Rusia adquirió un adicional de 36 drones de Israel, en un valor de trato $100 millones.
En octubre de 2010, en un tercer tratado, Rusia adquirió un adicional de drones valorados en $400 millones de Israel Aerospace Industries. Los drones tuvieron que ser montados en Rusia. La producción de drones ruso-israelíes empezó en 2012, con la entrega planificada para 2014.
En 2015, uno de los drones fue derribado por el ejército ucraniano cerca de la ciudad de Donetsk, Ucrania.
En septiembre de 2015, el ejército ruso adquirió otro encargo de drones por $300 millones de Israel, su cuarta compra de drones israelíes.

## Turismo ruso a Israel
Israel recientemente se ha convertido en un destino para turistas rusos. La ciudad de Tel Aviv en particular es un destino popular en Rusia debido a su facilidad para ruso-hablantes, buen tiempo y lindas playas. Según encuestas de satisfacción turística de rusos después de visitar Israel se encontró índices de satisfacción significativamente más alto que la media, comparado con índices de satisfacción más baja de turistas de otros países que visitan Israel. Aun así, en 2015, los números turísticos rusos a Israel cayeron dramáticamente debido a la crisis económica en Rusia y la caída en el valor del rublo. La crisis económica de 2015 en Rusia precipitó una crisis en la industria de turismo de Israel, cuando muchos de los turistas rusos ya no podían afrontar una visita a Israel.

### Peregrinos

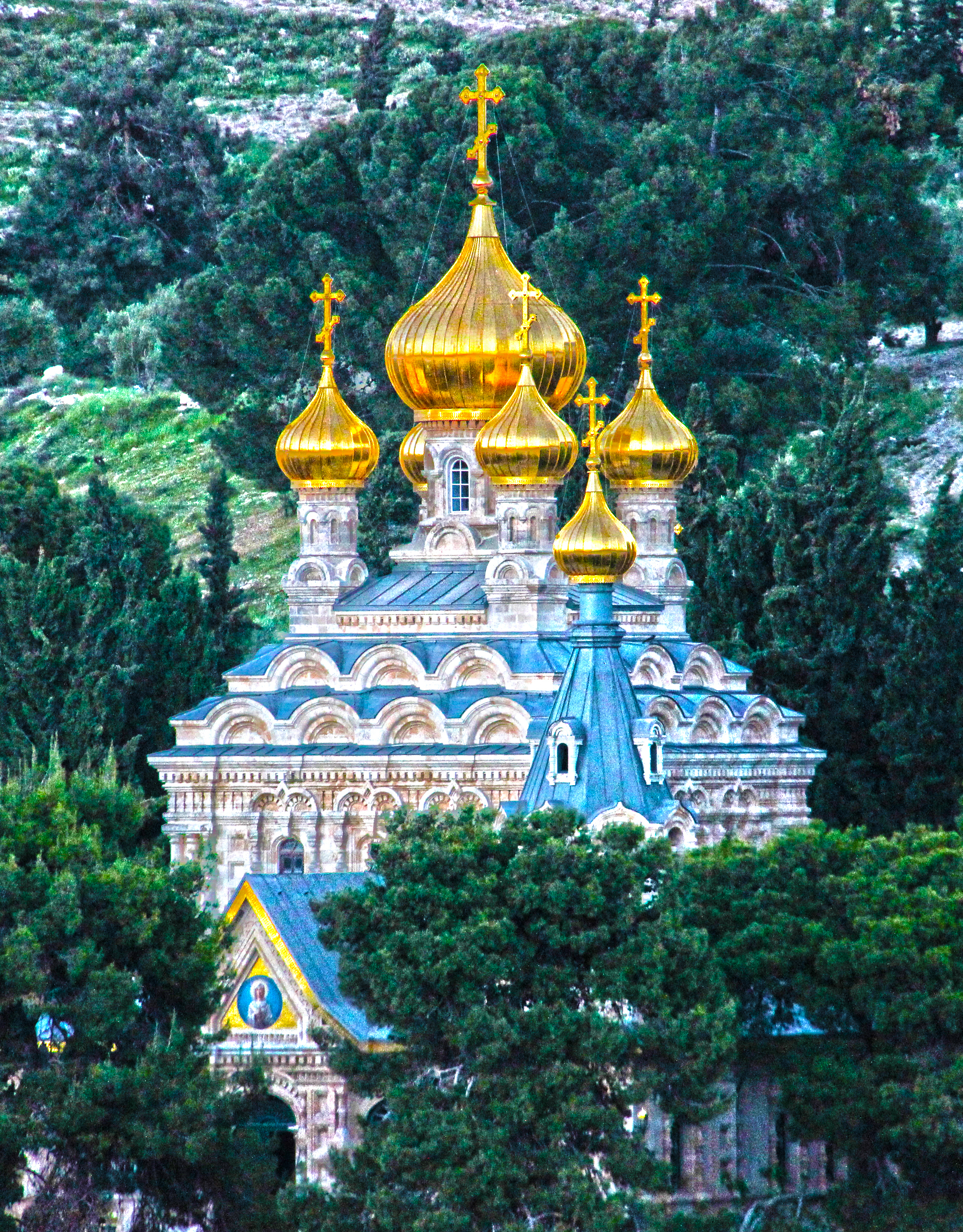
La Iglesia de María Magdalena en Jerusalén, un sitio de peregrinaje popular

Aproximadamente 400,000 peregrinos de Rusia visitaron Israel en 2015-2016, según anunció el Patriarca Kirill de Moscú. Además dijo que el hecho que "la gente en Israel hable ruso crea una atmósfera especial para nuestros peregrinos, y a menudo se sienten como en casa en Israel". Hablando sobre la vida de la comunidad judía en Rusia, citando al líder rabino de Rusia: "me ha dicho muchas veces que no se conoce otro sitio como Rusia, donde cristianos y judíos puedan tener relaciones tan buenas."

## Suministros de petróleo ruso a Israel
Desde 2014, Rusia era el mayor proveedor de Israel de petróleo crudo (a través de Kazajistán y Azerbaiyán). A partir de 2016, Rusia era el proveedor principal de petróleo en Israel.

## Acuerdo de libre visado ruso-israelí
En 2008, Israel y Rusia firmaron un acuerdo de libre visado. Inmigrantes de Rusia y otras antiguas repúblicas soviética que representan una proporción significativa de los ciudadanos de Israel vieron facilitadas sus estancias para ver a amigos y familiares.

## Conversaciones sobre una unión aduanera
Israel planea entrar en un acuerdo de libre comercio con Rusia. La Asociación aduanera, uniéndose así a Bielorrusia, Kazajistán y Rusia, e Israel ha propuesto un comité exploratorio para estudiar las perspectivas para la creación de una zona de libre comercio, la llamada Comisión Económica Euroasiática (EEC - un cuerpo regulador permanente solo de la Asociación aduanera) informado en marzo de 2014.

## Línea de comunicación encriptada
Rusia e Israel han acordado instalar una red de comunicación encriptada directa, para facilitar comunicaciones entre el presidente ruso y Primer ministro israelí. Un analista dice: "Rusia se siente muy cercana al liderazgo israelí... Los rusos quieren hablar a Israel sin cualquier pérdida de información."

## Acuerdos de colaboración científica

### Espacial
En 2011, Israel y Rusia firmaron un Acuerdo de Cooperación en el Espacio. El Acuerdo Marco significaba desarrollar programas de investigación conjuntos y otras colaboraciones en áreas como astrofísica y búsqueda planetaria, medicina y biología espaciales, navegación por satélite y lanzamiento de servicios y tecnología.

### Tecnología nuclear
En 2013, el gobierno israelí y ruso firmaron acuerdos para colaborar en investigación nuclear y el desarrollo de materiales radiactivos para tratamientos dentales. A pesar de que el acuerdo está limitado a tratamientos médicos, puede formar la base para una colaboración más amplia para proyectos entre los dos países en tecnología nuclear.

### Incubadoras de tecnología
En el campo de incubadoras de tecnología, múltiples proyectos colaborativos han sido establecidos entre ambos estados. Rusnano, el vehículo del gobierno ruso para inversiones en nanotecnología, ha establecido una rama en Israel, con el objetivo de instalar un fondo para inversión en proyectos de nanotecnología israelí. De modo parecido, el centro de innovación ruso Skolkovo ha establecido una rama en Israel, el centro Israel-Skolkovo (IsraelSK), el cual implica la inversión privada y pública conjunta para proyectos conjuntos entre ambos países.